# Calcinose
Calcinosis is een aandoening waarbij kalk afgezet wordt in het bindweefsel (= calcinose). Bijkomende verschijnselen zijn overmaat alkali (= alkalose) en calcium (= hypercalciëmie) in het bloed.
Bij calcinosis universalis is sprake van kalkafzetting over het gehele lichaam.